# 實搏女王
實搏女王（日语：レーヌミノル），是日本純種競賽馬匹。生涯活躍於一哩賽事，曾勝出2016年小倉兩歲錦標及2017年櫻花賞。

## 出賽前
2014年4月24日出生於北海道新日高町藤原牧場，成長途中被馬主吉岡實購入。
其後交由栗東訓練中心練馬師本田優訓練。

## 競賽生涯

### 2歲
2016年8月7日出戰小倉競馬場2歲新馬戰，於濱中俊策騎之下於比賽途中保持於第三的位置。進入直路後開始加速，成功以1 3/4馬位優勢奪得首勝。
其後出戰小倉兩歲錦標，獲得第一人人氣。比賽開始後，其於第二的先頭位置推進，於第四彎道經已處於領先位置。進入直路後，其不斷加速衝刺，最終以獨奏狀態拋離後方的第一航站6馬位取得首個分級賽冠軍。
11月5日出戰京王盃兩歲錦標，雖然於直路成功跑出優秀速度，但仍然被後方的名聞遐邇超越獲得第二。
12月11日出戰阪神兩歲牝馬錦標，因爲本次比賽有優秀血統的觸動心弦及月神錦標冠軍雍容白荷等強敵，其只獲得第三人氣。比賽開始後，其於約莫第四的位置追走，比賽途中保持穩定節奏。進入直路後，其開始加速衝刺，但仍然被前方的觸動心弦拉開，及後更被後上且跑出全場最佳末腳的雍容白荷超越，最終以第三完賽。

### 3歲
2017年2月11日出戰皇后盃，雖然成功搶奪位置領放，但於最後100米時力盡失速，最終以第四落敗。
其後出戰雌馬賽，以壓倒性的1.8倍的獨贏賠率獲得第一人氣。比賽開始後，其於中團位置推進，並於通過第四彎道後開始處於前方。進入直路後，其選擇內閃並繼續加速，可惜被由外檔後上的Karakurenai超越，最終落後1/2馬位德第二。順帶一提，由於其內閃行爲於賽後被判定存在犯規，因而騎師濱中被罰停賽8個賽馬日。
4月9日出戰櫻花賞，夥拍池添謙一組成新組合。賽前由於近戰戰績不佳，其只獲得第八人氣。比賽開始後，其於第五左右推進，以穩定節奏行進下以先頭位置進入直路。直路中段，其不斷加速並於最後200米成功超越前方對手，保持速度下成功抵擋後方觸動心弦及雍容白荷的來襲，以1/2馬位爆冷奪得首個一級賽冠軍。
然而其後並未能延續佳績，5月21日出戰優駿牝馬（日本橡樹大賽），雖然進入直路後抽出外檔加速，但因場長距離適性不足而未能有效加速，最終以第十三大敗。
秋季出戰玫瑰錦標，面對以雌馬身份挑戰皋月賞獲得第七的Fan Dii Na、優駿牝馬亞軍魔族之鳥及櫻花賞金亞軍雍容白荷，其獲得第四人氣，比賽途中其於中團推進，通過最終彎道時嘗試加速，但於直路上未能進一步衝刺，最終以第九落敗。
其後出戰秋華賞，面對因天雨變成軟地的賽道，其始終未能發揮自己的實力，最終以第十四慘敗。
11月19日縮程出戰一哩冠軍賽，稍微回勇下獲得第四入板的戰績，但隨後再次於阪神盃以第七落敗。

### 4歲
進入2018年，其連番慘敗之下未能於任何一場賽事跑入板，最佳成績爲於年度首戰海洋錦標獲得第六。

### 5歲
2019年2月出戰首戰京都牝馬錦標，最終以第十一完賽。
賽後陣營考慮其進入4歲生涯後的慘淡戰績，決定安排退役。

### 詳細賽績
| 日期       | 舉辦國家 | 馬場 | 距離   | 級別 | 賽事名稱         | 負重 | 騎師     | 馬號 | 出馬 | 名次 | 時間   | 頭馬（二馬）    |
| ---------- | -------- | ---- | ------ | ---- | ---------------- | ---- | -------- | ---- | ---- | ---- | ------ | --------------- |
| 7/8/2016   | 日本     | 小倉 | 草1200 |      | 2歲新馬          | 54   | 濱中俊   | 9    | 8    | 1    | 1:09.3 | （Meisho Luci） |
| 4/9/2016   | 日本     | 小倉 | 草1200 | GIII | 小倉兩歲錦標     | 54   | 濱中俊   | 4    | 3    | 1    | 1:08.0 | （第一航站）    |
| 5/11/2016  | 日本     | 東京 | 草1400 | GII  | 京王盃兩歲錦標   | 54   | 濱中俊   | 8    | 6    | 2    | 1:22.0 | 名聞遐邇        |
| 11/12/2016 | 日本     | 阪神 | 草1600 | GI   | 阪神兩歲牝馬錦標 | 54   | 蛯名正義 | 4    | 2    | 3    | 1:34.5 | 觸動心弦        |
| 11/2/2017  | 日本     | 東京 | 草1600 | GIII | 皇后盃           | 55   | 濱中俊   | 8    | 4    | 4    | 1:33.7 | Admire Miyabi   |
| 12/3/2017  | 日本     | 阪神 | 草1400 | GII  | 雌馬賽           | 54   | 濱中俊   | 15   | 7    | 2    | 1:21.1 | Karakurenai     |
| 9/4/2017   | 日本     | 阪神 | 草1600 | GI   | 櫻花賞           | 55   | 池添謙一 | 10   | 5    | 1    | 1:34.5 | （雍容白荷）    |
| 21/5/2017  | 日本     | 東京 | 草2400 | GI   | 優駿牝馬         | 55   | 池添謙一 | 13   | 7    | 13   | 2:26.2 | 觸動心弦        |
| 17/9/2017  | 日本     | 阪神 | 草1800 | GII  | 玫瑰錦標         | 54   | 池添謙一 | 10   | 5    | 9    | 1:46.3 | Rabbit Run      |
| 15/10/2017 | 日本     | 京都 | 草2000 | GI   | 秋華賞           | 55   | 池添謙一 | 12   | 6    | 14   | 2:02.8 | 迪雅卓          |
| 19/11/2017 | 日本     | 京都 | 草1600 | GI   | 一哩冠軍賽       | 54   | 和田龍二 | 9    | 5    | 4    | 1:34.0 | 波斯劍客        |
| 23/12/2017 | 日本     | 阪神 | 草1400 | GII  | 阪神盃           | 54   | 和田龍二 | 5    | 3    | 7    | 1:20.1 | 明媚島          |
| 3/3/2018   | 日本     | 中山 | 草1200 | GIII | 海洋錦標         | 55   | 和田龍二 | 15   | 8    | 6    | 1:08.4 | 王心浩瀚        |
| 25/3/2018  | 日本     | 中京 | 草1200 | GI   | 高松宮記念       | 55   | 和田龍二 | 13   | 7    | 7    | 1:08.8 | 鐵杵成針        |
| 13/5/2018  | 日本     | 東京 | 草1600 | GI   | 維多利亞一哩賽   | 55   | 和田龍二 | 5    | 3    | 10   | 1:33.1 | 子夜白光        |
| 3/6/2018   | 日本     | 東京 | 草1600 | GI   | 安田紀念         | 56   | 和田龍二 | 6    | 3    | 12   | 1:32.5 | 魔族雅谷        |
| 27/10/2018 | 日本     | 京都 | 草1400 | GII  | 天鵝錦標         | 54   | 和田龍二 | 6    | 6    | 7    | 1:22.2 | 探求到底        |
| 18/11/2018 | 日本     | 京都 | 草1600 | GI   | 一哩冠軍賽       | 55   | 四位洋文 | 12   | 6    | 18   | 1:34.6 | 絕嶺之峽        |
| 22/12/2018 | 日本     | 阪神 | 草1400 | GII  | 阪神盃           | 55   | 和田龍二 | 12   | 6    | 13   | 1:22.9 | 天麗光輝        |
| 16/2/2019  | 日本     | 京都 | 草1400 | GIII | 京都牝馬錦標     | 55   | 松田大作 | 5    | 3    | 11   | 1:22.1 | 仙女恩典        |

## 退役後
退役後，實搏女王成爲了繁殖雌馬，於北海道新日高町藤原牧場休養，在2019年進行配種。首匹子嗣Cotton Candy於2020年出生，可於2022年出賽。

### 詳細繁殖資料
| 數目   | 馬名          | 出生年 | 性別 | 父系             | 練馬師                                       | 馬主     | 戰績                  |
| ------ | ------------- | ------ | ---- | ---------------- | -------------------------------------------- | -------- | --------------------- |
| 第一匹 | Cotton Candy  | 2020   | 雌   | 醋丈夫           |                                              |          | （未出賽・繁殖）      |
| 第二匹 | Gloria Minoru | 2021   | 雄   | Bricks and Motor | 美浦・中館英二 →門別・米川昇 →園田・新井隆太 | 吉岡輝美 | 12戰2冠1亞2季（現役） |
| 第三匹 | Angel Breeze  | 2022   | 雌   | 神威啟示         | 美浦・中館英二                               | 藤原牧場 | 1戰1冠0亞0季（現役）  |
| 第四匹 | Tenyu         | 2023   | 雄   | 農神節慶         | 美浦・奧村武                                 | 井山登   | （出賽前）            |
| 第五匹 | 實博女王2022  | 2024   | 雄   | 農神節慶         |                                              |          | （出賽前）            |

## 血統簡介
父系大和主將爲日本賽駒，生涯活躍於一哩賽事，曾於2007年稱霸春秋一哩賽，於2000米賽事亦有不錯戰績，如曾勝出皋月賞及秋季天皇賞。祖父週日寧靜爲美國三冠賽雙冠馬，退役後在日本配種，其子嗣贏得巨額獎金，連續12年成為日本冠軍種馬。
母系Daiwa Angel日本賽駒，生涯出戰四場均未勝出。外祖父大樹快車爲美國生產的日本賽駒，生涯稱霸日本短途及一哩賽事，於1600米賽道未嘗一敗，曾勝出安田紀念、短途馬錦標及連霸一哩冠軍賽，更於退役後被選出爲日本中央競馬會第26匹日本殿堂馬。

### 血統表
| 父線：週日寧靜系（Halo系）          |                                |               |                  |
| 種馬 大和主將 2001年（栗色）        | 週日寧靜 1986年（棕色）        | Halo          | Hail to Reason   |
| 種馬 大和主將 2001年（栗色）        | 週日寧靜 1986年（棕色）        | Halo          | Cosmah           |
| 種馬 大和主將 2001年（栗色）        | 週日寧靜 1986年（棕色）        | Wishing Well  | Understanding    |
| 種馬 大和主將 2001年（栗色）        | 週日寧靜 1986年（棕色）        | Wishing Well  | Mountain Flower  |
| 種馬 大和主將 2001年（栗色）        | Scarlet Bouquet 1988年（栗色） | 北方風味      | 北地舞人         |
| 種馬 大和主將 2001年（栗色）        | Scarlet Bouquet 1988年（栗色） | 北方風味      | Lady Victoria    |
| 種馬 大和主將 2001年（栗色）        | Scarlet Bouquet 1988年（栗色） | Scarlet Ink   | Crimson Satan    |
| 種馬 大和主將 2001年（栗色）        | Scarlet Bouquet 1988年（栗色） | Scarlet Ink   | Consentida       |
| 繁殖雌馬 Daiwa Angel 2000年（栗色） | 大樹快車 1994年（栗色）        | Devil's Bag   | Halo             |
| 繁殖雌馬 Daiwa Angel 2000年（栗色） | 大樹快車 1994年（栗色）        | Devil's Bag   | Ballade          |
| 繁殖雌馬 Daiwa Angel 2000年（栗色） | 大樹快車 1994年（栗色）        | Welsh Muffin  | Caerleon         |
| 繁殖雌馬 Daiwa Angel 2000年（栗色） | 大樹快車 1994年（栗色）        | Welsh Muffin  | Muffitys         |
| 繁殖雌馬 Daiwa Angel 2000年（栗色） | Princess Ski 1985年（棗色）    | Royal Ski     | Raja Baba        |
| 繁殖雌馬 Daiwa Angel 2000年（栗色） | Princess Ski 1985年（棗色）    | Royal Ski     | Coz Onijinsky    |
| 繁殖雌馬 Daiwa Angel 2000年（栗色） | Princess Ski 1985年（棗色）    | Gift Princess | Tesco Boy        |
| 繁殖雌馬 Daiwa Angel 2000年（栗色） | Princess Ski 1985年（棗色）    | Gift Princess | Yamato Tachibana |
| 雌系：號族：2-c                     |                                |               |                  |
| 五代內近親交配：Halo 3×4            |                                |               |                  |

## 命名由來
名字中，Reine（レーヌ）於法語中，意思為「女王」，Minoru（ミノル）是馬主吉岡實之冠名，出自其名字「實」，香港則結合兩部分，翻譯為「實搏女王」。

## 外部連結
- 實搏女王 netkeiba.com （页面存档备份，存于）
- 血統表 （页面存档备份，存于）